# Richard Washington
Richard Lee Washington (Portland, Oregón, 15 de julio de 1955) es un exjugador de baloncesto estadounidense que disputó 6 temporadas en la NBA. Con 2,11 metros de estatura, jugaba en la posición de ala-pívot.

## Trayectoria deportiva

### Universidad
Jugó durante 3 temporadas con los UCLA de la Universidad de California en Los Ángeles, donde promedió 14,2 puntos y 6,7 rebotes por partido. En 1975 ganó junto con su equipo el título de la NCAA tras derrotat a Kentucky en la final por 92-85. Washington fue el máximo anotador de su equipo, con 28 puntos, llevándose el premio al Mejor Jugador del Torneo. Al año siguiente fue incluido en el segundo quinteto del All-American.

### Profesional
Fue elegido en la tercera posición del Draft de la NBA de 1976 por Kansas City Kings, donde en su primera temporada tuvo una actuación muy destacada, promediando 13,0 puntos y 8,5 rebotes por partido. Al año siguiente repetiría ua actuación similar, pero en su tercera temporada solo jugó 18 partidos, con menos de 9 minutos por encuentro, por lo que sus estadísticas se vieron reducidas a 2,1 puntos y 2,7 rebotes.
Antes del comienzo de la temporada 1979-80 fue traspasado a Milwaukee Bucks a cambio de Ernie Grunfeld y una futura ronda del draft. Allí volvió a ser suplente, aunque mejoró algo su actuación del año anterior, promediando 5,9 puntos y 3,7 rebotes.
Al año siguiente fue incluido en el draft de expansión, siendo elegido por la nueva franquicia de los Dallas Mavericks, quienes a su vez lo traspasaron mediada la temporada junto con Jerome Whitehead a Cleveland Cavaliers a cambio de Bill Robinzine y dos futuras primeras rondas del draft (que acabaron siendo jugadores tan destacados como Derek Harper y Roy Tarpley). Jugó temporada y media con los Cavs, pero al final las lesiones le obligaron a retirarse con 26 años. En el total de su carrera promedió 9,8 puntos y 6,3 rebotes por encuentro.

## Estadísticas de su carrera en la NBA

### Temporada regular
| Temporada | Edad | Equipo              | Liga | P   | TIT | MIN  | TC  | TCA  | %TC  | 3P  | 3PA | %3P  | TL  | TLA | %TL  | R.OF. | R.DEF. | REB | ASIS | ROB | TAP | PER | FP  | PTS  |
| 1976-77   | 21   | Kansas City Kings   | NBA  | 82  |     | 27.6 | 5.4 | 12.6 | .431 |     |     |      | 2.2 | 3.1 | .697 | 2.5   | 6.1    | 8.5 | 1.0  | 0.8 | 1.1 |     | 4.0 | 13.0 |
| 1977-78   | 22   | Kansas City Kings   | NBA  | 78  |     | 28.6 | 5.4 | 11.4 | .477 |     |     |      | 1.9 | 2.6 | .754 | 2.4   | 6.0    | 8.4 | 1.5  | 0.9 | 0.9 | 2.4 | 4.2 | 12.8 |
| 1978-79   | 23   | Kansas City Kings   | NBA  | 18  |     | 8.9  | 0.8 | 2.3  | .341 |     |     |      | 0.6 | 0.9 | .625 | 0.6   | 2.1    | 2.7 | 0.4  | 0.4 | 0.2 | 0.8 | 1.7 | 2.1  |
| 1979-80   | 24   | Milwaukee Bucks     | NBA  | 75  |     | 14.6 | 2.6 | 5.6  | .468 | 0.0 | 0.0 |      | 0.6 | 1.0 | .605 | 1.3   | 2.4    | 3.7 | 0.7  | 0.3 | 0.6 | 0.8 | 2.2 | 5.9  |
| 1980-81   | 25   | TOTAL               | NBA  | 80  |     | 22.7 | 4.3 | 9.3  | .455 | 0.0 | 0.0 | .500 | 1.5 | 2.0 | .748 | 2.0   | 3.7    | 5.7 | 1.6  | 0.6 | 0.8 | 1.6 | 3.5 | 10.0 |
| 1980-81   | 25   | Dallas Mavericks    | NBA  | 11  |     | 27.9 | 4.6 | 10.6 | .436 | 0.0 | 0.0 |      | 1.5 | 2.1 | .739 | 2.3   | 5.4    | 7.6 | 1.5  | 0.5 | 0.6 | 1.9 | 3.4 | 10.8 |
| 1980-81   | 25   | Cleveland Cavaliers | NBA  | 69  |     | 21.8 | 4.2 | 9.1  | .459 | 0.0 | 0.0 | .500 | 1.5 | 2.0 | .750 | 1.9   | 3.4    | 5.3 | 1.6  | 0.6 | 0.8 | 1.6 | 3.6 | 9.9  |
| 1981-82   | 26   | Cleveland Cavaliers | NBA  | 18  | 2   | 17.4 | 2.8 | 6.4  | .435 | 0.0 | 0.1 | .000 | 0.5 | 0.8 | .600 | 1.8   | 2.4    | 4.2 | 0.8  | 0.4 | 0.1 | 1.9 | 2.8 | 6.1  |
| Total     |      |                     | NBA  | 351 | 2   | 22.4 | 4.2 | 9.3  | .453 | 0.0 | 0.0 | .250 | 1.5 | 2.0 | .711 | 2.0   | 4.3    | 6.3 | 1.2  | 0.6 | 0.8 | 1.6 | 3.4 | 9.8  |

### Playoffs
| Temporada | Edad | Equipo            | Liga | P  | MIN | TCA | TC | 3PA | 3P | TLA | TL | R.OF. | REB | ASIS | ROB | TAP | PER | FP | PTS | %TC  | %3P | %FT   | MIN  | PTS | REB | AST |
| 1978-79   | 23   | Kansas City Kings | NBA  | 4  | 52  | 11  | 20 |     |    | 2   | 2  | 3     | 13  | 0    | 1   | 1   | 1   | 17 | 24  | .550 |     | 1.000 | 13.0 | 6.0 | 3.3 | 0.0 |
| 1979-80   | 24   | Milwaukee Bucks   | NBA  | 7  | 112 | 25  | 47 | 0   | 0  | 1   | 4  | 7     | 20  | 3    | 4   | 8   | 8   | 22 | 51  | .532 |     | .250  | 16.0 | 7.3 | 2.9 | 0.4 |
| Total     |      |                   | NBA  | 11 | 164 | 36  | 67 | 0   | 0  | 3   | 6  | 10    | 33  | 3    | 5   | 9   | 9   | 39 | 75  | .537 |     | .500  | 14.9 | 6.8 | 3.0 | 0.3 |